# مل‌سل
مل‌سل (به لاتین: Melsele) یک منطقهٔ مسکونی در بلژیک است که در بووران واقع شده‌است.